# Eldhrimnir

## Eldhrimnir
Eldhrimnir, (Eldhrímnir, Eldrimner) a skandináv mitológiában az örökké rotyogó üst a Valhallában. Andhrimnir, a szakács minden nap ebben főzte meg a Saehrimnir nevű vadkant, ami eledelül szolgált az isteneknek és az elesett hősöknek, az einherjároknak. A vadkant minden nap felélesztették, hogy ismét elkészíthessék vacsorára. 
Így említik a verses Eddában, a Grímnir-énekben:
Ügyes Verítékhomlok

üstjében, Zubogóban

főzi Vérmest, a vadkant,

nincs ennél finomabb hús;

hősök mily eledelt esznek,

nem sokan sejtik.
Tandori Dezső fordításában az üst neve Zubogó, a vadkané Vérmes és a szakácsé Verítékhomlok.